# Baliny
Baliny település Csehországban, a Žďár nad Sázavou-i járásban. Baliny Uhřínov, Velké Meziříčí, Oslavice, Oslavička és Nový Telečkov településekkel határos. Lakosainak száma 128 fő (2024. január 1.).

## Népesség
A település lakosságának változását az alábbi diagram mutatja:
| Lakosok száma | 162  | 202  | 187  | 142  | 128  | 125  | 121  | 122  | 133  | 128  |
|               | 1869 | 1900 | 1921 | 1961 | 1980 | 2011 | 2016 | 2019 | 2021 | 2024 |